# Ratko Mladić
Ratko Mladić, srbski general in vojni zločinec, * 12. marec 1942, Božanovići (Bosna in Hercegovina).

## Življenjepis

### Šolanje
Ratko Mladić se je rodil očetu Neđu in mami Stani (dekliški priimek Lalatović) v vasi Božanovići v Bosni in Hercegovini. Kot dojenček je zbolel za tifusom skupaj z materjo in očetom, nahranili in pozdravili so ga italijanski vojaki.
Leta 1945 je njegov oče kot partizan padel v boju z ustaši v bližini Ivan sedla. 
Po vojni je obiskoval osnovno šolo v domačem kraju, nato pa je odšel na delo v Sarajevo, kjer je delal kot kovinostrugar. Odšel je v Srbijo, kjer se je vpisal v vojnoindustrijsko šolo v Zemunu. Pozneje se je vpisal še na vojaško akademijo, ki jo je dokončal leta 1978, kot najboljši študent s povprečjem 9,57.

### JLA
Mladić je bil zaposlen v JLA že v času študija na vojaški akademiji, prvo poveljstvo pa je dobil leta 1965 kot podporočnik v Skopju, kjer je poveljeval vodu 89. pehotnega polka. Aprila 1968 je postal poveljnik izvidniškega voda, maja 1970 pa je napredoval v čin poročnika. Ob napredovanju v čin majorja, 27. novembra 1974, je postal pomočnik poveljnika zaledne 87. samostojne pehotne baterije. Po zaključku šolanja na vojaški akademiji je odšel na novo delovno mesto poveljnika Prvega pehotnega bataljona 89. pehotne brigade v Kumanovo.
25. decembra 1980 je napredoval v čin podpolkovnika in odšel na novo delovno mesto v garnizon v Skopje, z napredovanjem v polkovnika, 18. avgusta 1986 pa se je spet selil, tokrat v Štip, kjer je bil postavljen na mesto poveljnika 39. pehotne brigade 26. pehotne divizije. Na tem mestu je ostal do 31. januarja 1989, ko je premeščen nazaj v Skopje, tokrat v štab tretjega armadnega poveljstva. 
Ponovno je bil premeščen 14. januarja 1991, in sicer v poveljstvo 52. korpusa v Prištino.
Generalmajor je postal 11. decembra 1991.

### Vojska Republike Srpske
12. maja 1992 sta ga na predlog Narodne skupščine Republike Srpske in vodje bosanskih Srbov Radovana Karadžića predlagala za poveljnika glavnega štaba vojske Republike Srpske. Takrat je imel čin generalpodpolkovnika, že leta 1994 pa je postal generalpolkovnik. Na položaju poveljnika je ostal do leta 1996, 24. julija 1995 pa ga je mednarodno sodišče za vojne zločine v Haagu obtožilo vojnih zločinov genocida, sodelovanja v genocidu, zločinov proti človečnosti in kršenja vojaškega prava. 
8. novembra 1996 ga je takratna predsednica Republike Srpske, Biljana Plavšić razrešila s položaja. V vojski te države pa je kljub temu ostal do uradne upokojitve, 7. marca 2002. Poleg tega je bil general Mladić uradno tudi v službi vojske ZRJ, in sicer vse do leta 2001, ko ga je tedanji predsednik Vojislav Koštunica upokojil.

### Sojenje
General Mladić je bil eden najbolj iskanih vojnih zločincev z območja nekdanje Jugoslavije, za njim je bila razpisana mednarodna tiralica in velika denarna nagrada. Obtožnico proti njemu je spisala glavna haaška tožilka Carla Del Ponte. Prijeli so ga 26. maja 2011 v Srbiji. 22. novembra 2017 ga je Haaško sodišče obsodilo na dosmrtno ječo za genocid v Srebrenici in obleganje Sarajeva. Na sodbo se je sicer pritožil, vendar je sodišče njegov dosmrtni zapor potrdilo junija 2021.

## Odlikovanja
V svoji vojaški karieri je Ratko Mladić prejel naslednja odlikovanja:
- red za vojaške zasluge s srebrnimi meči
- red ljudske armade s srebrno zvezdo
- red za vojaške zasluge z zlatimi meči
- red bratstva in enotnosti s srebrnim vencem